# International Dance Organization
International Dance Organization (IDO) är ett dansförbund som ej är anslutet till Riksidrottsförbundet. Organisationen grundades den 18 september 1981 i Florens, Italien.
IDO handhar danser som disco, stepp, hiphop, ragga m.fl.

## Tävlingar
IDO arrangerar flera internationella tävlingar årligen.

## Övrigt
Ej anslutet till WADA.